# Pieve Porto Morone
Pieve Porto Morone é uma comuna italiana da região da Lombardia, província de Pavia, com cerca de 2.598 habitantes. Estende-se por uma área de 16 km², tendo uma densidade populacional de 162 hab/km². Faz fronteira com Arena Po, Badia Pavese, Castel San Giovanni (PC), Costa de' Nobili, Monticelli Pavese, Santa Cristina e Bissone, Sarmato (PC), Zerbo.

## Demografia
| Variação demográfica do município entre 1861 e 2011                               |
|                                                                                   |
| Fonte: Istituto Nazionale di Statistica (ISTAT) - Elaboração gráfica da Wikipedia |